# Paola Toyos
Paola Toyos (née María del Pilar Toyos Scatolini, le 27 septembre 1974 à Mexico, au Mexique) est une actrice de nationalité mexicaine. Elle a participé à de nombreuses telenovelas. 

## Biographie
Paola Toyos est mariée à l'acteur péruvien Jorge Aravena avec qui elle a un fils né en 2009. Le couple s'est connu lors du tournage de la télénovela Mi vida eres tú.

## Filmographie

### Telenovelas
- 1999: Alma rebelde
- 2001: Atrévete a olvidarme
- 2003: Clap!... El lugar de tus sueños
- 2004: Mujer de madera : Susana
- 2005: Nunca te diré adiós : Maky
- 2005: Ljubav u zaledju : Alejandra Castillo
- 2006: Mi vida eres tú : Raquel Aristizábal
- 2007: Sin vergüenza : Paloma San Miguel
- 2008: El juramento : Sheila
- 2009: Pobre Millonaria : Diana Eloisa
- 2010: Amar de nuevo : Luisina
- 2016: Sueño de amor : Edna

## Séries télévisées
- 2007: Decisiones : Vera (1 épisode)

## Théâtre
- 2015 : Hoy no me puedo levantar (México) : Malena